# Pseudozygoneura
Pseudozygoneura är ett släkte av tvåvingar. Pseudozygoneura ingår i familjen sorgmyggor.

## Dottertaxa tillPseudozygoneura, i alfabetisk ordning[1]
- Pseudozygoneura acuminata
- Pseudozygoneura aurora
- Pseudozygoneura brevimera
- Pseudozygoneura brevispina
- Pseudozygoneura clavigera
- Pseudozygoneura clavula
- Pseudozygoneura clinostyla
- Pseudozygoneura collina
- Pseudozygoneura conica
- Pseudozygoneura coniciformis
- Pseudozygoneura consilia
- Pseudozygoneura constricta
- Pseudozygoneura coronicornis
- Pseudozygoneura crassichaeta
- Pseudozygoneura crinita
- Pseudozygoneura dactylica
- Pseudozygoneura delicia
- Pseudozygoneura denticula
- Pseudozygoneura epsilon
- Pseudozygoneura excisa
- Pseudozygoneura expedita
- Pseudozygoneura flagelloparva
- Pseudozygoneura foveola
- Pseudozygoneura ghanaensis
- Pseudozygoneura gigas
- Pseudozygoneura index
- Pseudozygoneura indotata
- Pseudozygoneura integra
- Pseudozygoneura intermedia
- Pseudozygoneura kirkspriggsi
- Pseudozygoneura lagena
- Pseudozygoneura latidactyla
- Pseudozygoneura musicola
- Pseudozygoneura prominula
- Pseudozygoneura protrusa
- Pseudozygoneura quadrifalx
- Pseudozygoneura redunca
- Pseudozygoneura sagitta
- Pseudozygoneura senticosa
- Pseudozygoneura spicicauda
- Pseudozygoneura torula
- Pseudozygoneura trichodactyla